# Catalina Sky Survey
Catalina Sky Survey (CSS) – amerykański program badawczy, w ramach którego poszukiwane są komety i planetoidy bliskie Ziemi, stanowiące dla niej zagrożenie. W latach 1973–2016, w ramach tego przeglądu nieba, a także przed jego formalnym założeniem, odkryto 26 739 planetoid.

## Historia
Pierwszy teleskop na Mount Bigelow w górach Santa Catalina zbudowano w 1962 roku, dla obserwacji fotometrycznych i polarymetrycznych. W 1967 Gerard Kuiper z Uniwersytetu Arizony kierował budową 1,5-metrowego teleskopu, który później stał się częścią programu CSS, a rok później powstał kolejny teleskop o metrowej aperturze. Teleskopy w 1971 roku zostały przeniesione na Mount Lemmon, gdzie rok wcześniej zlikwidowano stację radarową United States Air Force. W 1998 Steve Larson i jego ówcześni studenci Timothy Spahr i Carl Hergenrother stworzyli Catalina Sky Survey i uzyskali prawo wyłącznego użytkowania 70-centymetrowego teleskopu na Mount Bigelow. W 1999 roku CSS wzbogacił się o specjalistyczny sprzęt i oprogramowanie, przeznaczone do poszukiwań obiektów bliskich Ziemi. Granty z NASA pozwoliły astronomom założyć także komplementarny program badawczy na półkuli południowej, Siding Spring Survey działający w Australii.